# Diagramme commutatif

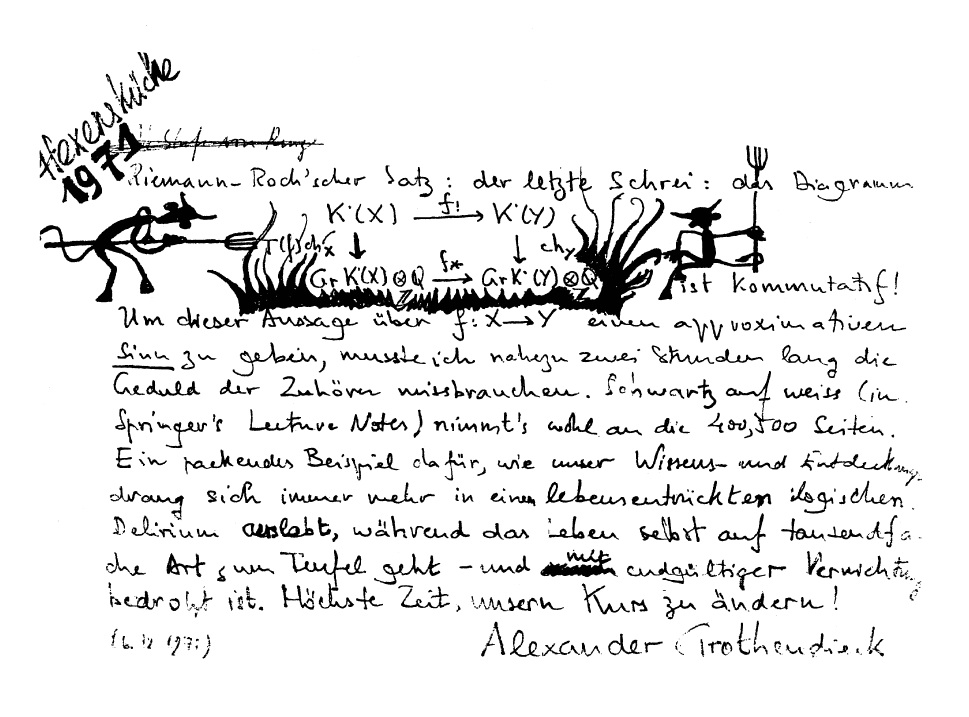
Grothendieck-Riemann-Roch ("Das Diagramm ist kommutatif !")

En mathématiques, et plus spécialement dans les applications de la théorie des catégories, un
diagramme commutatif est un diagramme d'objets et de morphismes tels que, si l'on suit à travers le diagramme un chemin d'un objet à un autre, le résultat par composition des morphismes ne dépend que de l'objet de départ et de l'objet d'arrivée.

## Exemple
Le premier théorème d'isomorphisme est un triangle commutatif comme suit :
Puisque f = h ∘ φ, le diagramme de gauche est commutatif ; et puisque φ = k ∘ f, il en est de même pour le diagramme de droite.
Sur le diagramme de gauche, il est possible d'aller de G à im f par deux chemins différents : soit directement grâce à l'application f, soit par composition des applications h et φ. De même, le diagramme de droite est commutatif, puisqu'on peut aller de G à G/ ker f soit directement par l'application φ, soit par la composition de k par f en passant par l'objet intermédiaire im f.
De la même manière, le carré ci-dessus est commutatif si y ∘ w = z ∘ x.

## Vérification de la commutativité

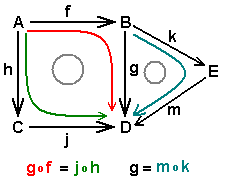
Un exemple de diagramme commutatif

La commutativité est aisément compréhensible pour un polygone avec un nombre fini de côtés (y compris seulement 1 ou 2), et un diagramme est commutatif si tout sous-diagramme polygonal est commutatif.